# Vovkove (Berezivka)
Vovkové (ucraniano: Вовкове́) es una localidad del raión de Berezivka en el óblast de Odesa del sur de Ucrania. Según el censo de 2001, tiene una población de 129 habitantes.